# Viola serpens
Viola serpens är en violväxtart som beskrevs av Poll. Viola serpens ingår i släktet violer, och familjen violväxter. Inga underarter finns listade i Catalogue of Life.